# De Borgia (Montana)
De Borgia es un lugar designado por el censo ubicado en el condado de Mineral en el estado estadounidense de Montana. En el Censo de 2010 tenía una población de 78 habitantes y una densidad poblacional de 5,13 personas por km².

## Geografía
De Borgia se encuentra ubicado en las coordenadas 47°22′46″N 115°19′7″O / 47.37944, -115.31861. Según la Oficina del Censo de los Estados Unidos, De Borgia tiene una superficie total de 15.2 km², de la cual 15.2 km² corresponden a tierra firme y (0%) 0 km² es agua.

## Demografía
Según el censo de 2010, había 78 personas residiendo en De Borgia. La densidad de población era de 5,13 hab./km². De los 78 habitantes, De Borgia estaba compuesto por el 100% blancos, el 0% eran afroamericanos, el 0% eran amerindios, el 0% eran asiáticos, el 0% eran isleños del Pacífico, el 0% eran de otras razas y el 0% pertenecían a dos o más razas. Del total de la población el 0% eran hispanos o latinos de cualquier raza.